# Wieber Marianna
Wieber Marianna (Érsekújvár, 1938. szeptember 20. –)  jelmeztervező, egyetemi tanár.

## Életpályája
1957-ben végzett a Budapesti Képzőművészeti Gimnáziumban. 1957–1962 között az Iparművészeti Főiskola hallgatója volt jelmeztan szakon; Schäffer Judit tanítványaként. 1962 óta a Magyar Televízió jelmeztervezője, majd a Thália Színház és az Operaház tervezője lett. 1974 óta a Színház- és Filmművészeti Egyetem jelmeztörténeti tanára. Több nagy sikerű színházi előadás, tv-produkció és film kosztümjeit Szegeden bemutatta egy tárlaton 1987-ben.

## Színházi munkái

### Jelmeztervezőként
A Színházi Adattárban regisztrált bemutatóinak száma: 76.
- Ábrahám Pál: Bál a Savoyban (1962)
- Abay Pál: Halló Nagyvilág (1962)
- Salacrou: A Föld gömbölyű (1962)
- Kálmán Imre: A bajadér (1962)
- Abay Pál: Riói éjszakák a Halló nagyvilág című zenés táncos revüben (1962)
- Friedrich Schiller: Don Carlos (1963)
- Csehov: Platonov szerelmei (1963)
- Huszka Jenő: Lili bárónő (1963)
- Bertolt Brecht: Koldusopera (1963)
- Lehár Ferenc: Luxemburg grófja (1963)
- Madách Imre: Az ember tragédiája (1964, 1992)
- Coward: Vidám kísértet (1971)
- Feydeau: Bolha a fülbe (1971)
- Szomory Dezső: Bella (1972)
- Csehov: Három nővér (1972)
- Szirmai Albert: Mágnás Miska (1972)
- Frisch: Don Juan, avagy a geometria szerelme (1973)
- Molière: A nők iskolája (1973)
- Csehov: Cseresznyéskert (1974)
- Gorkij: Barbárok (1974)
- Carlo Goldoni: Nyaralni mindenáron (1975)
- George Bernard Shaw: Szent Johanna (1975)
- Beaumarchais: Figaro házassága (1975)
- Krúdy-Kapás: Rezeda Kázmér szép élete (1976)
- Kander-Ebb: Kabaré (1976-1977)
- García Lorca: Bernarda Alba háza (1976)
- Gorkij: Éjjeli menedékhely (1977)
- Páskándi Géza: Kálmán király (1980)
- Kander-Ebb: Chicago (1980, 1986)
- Schönthan: A Szabin nők elrablása (1984)
- Maeterlinck: A kék madár (1984)
- Eisemann Mihály: Bástyasétány 77 (1984)
- Ribnyikov: A remény (Juno és Avosz) (1985)
- Babel: Alkony (1985)
- Jacques Offenbach: A Gerolsteini nagyhercegnő (1986)
- Gioachino Rossini: A sevillai borbély (1986, 2009)
- Lloyd Webber: Jézus Krisztus szupersztár (1986, 1991)
- Kálmán Imre: A Montmartre-i ibolya (1987)
- Molière: Dandin György (1987)
- Giuseppe Verdi: Rigoletto (1987)
- Purcell: Dido és Aeneas (1988)
- Vajda János: Mario és a varázsló (1988)
- Pancsev: A medveölő (1988)
- Hervé: Nebáncsvirág (1989, 1991)
- Molnár Ferenc: Olympia (1989)
- Lessing: Minna von Barnhelm (1989)
- Verdi: A trubadúr (1989)
- Bohák-Czető: Jézus Krisztus születése (1989)
- Friedrich von Flotow: Márta, avagy a richmondi vásár (1990)
- Ödön von Horváth: Kasimir és Karoline (1990)
- Ayckbourn: Az ejnye-bejnye kórus (1990)
- William Shakespeare: Szeget szeggel (1990)
- Márai Sándor: Kaland (1991)
- Shakespeare: Macbeth (1991)
- Shaw: Az ördög cimborája (1991)
- Erkel Ferenc: Bánk bán (1991)
- Ránki György: Egy szerelem három éjszakája (1991)
- Wolfgang Amadeus Mozart: A varázsfuvola (1991)
- Mozart: Così fan tutte (1991)
- Luigi Pirandello: Hat szereplő szerzőt keres (1992)
- Bulgakov–Spiró: Optimista komédia (1992)
- Giacomo Puccini: Bohémélet (1993)
- Shakespeare: A makrancos hölgy (1994)
- Varga László: Kossuth, vagy Széchenyi? (1996)
- Hartog: Családi ágy (2009) (díszlettervező is)
- Vörösmarty Mihály: Csongor és Tünde (2009)

## Filmjei

### Tévéfilmek
- Az utolsó budai pasa (1964)
- Karácsonyi ének (1964)
- A denevér (1965)
- Kakuk Marci nagy szerencséje (1966)
- Társasjáték (1967)
- Az ember tragédiája (1969)
- Rózsa Sándor (1971)
- A farkasok (1973)
- A palacsintás király (1973)
- És mégis mozog a föld (1973)
- Zenés TV Színház (1974-1988)
- Római karnevál (1974)
- Volpone (1974)
- Próbafelvétel (1974)
- A sas meg a sasfiók (1975)
- Bach Arnstadtban (1975)
- Őszi versenyek (1975)
- Beszterce ostroma 1-3. (1976)
- Csongor és Tünde (1976)
- Sakk, Kempelen úr! (1976)
- Az ész bajjal jár (1977)
- A zöldköves gyűrű (1977)
- A bunker (1978)
- A Danton-ügy (1978)
- A Zebegényiek (1978)
- Rejtekhely (1978)
- Viszontlátásra, drága (1978)
- A kisfiú meg az oroszlánok (1979)
- Rab ember fiai (1979)
- Egy hónap falun (1980)
- Ezer év (1980)
- A sipsirica (1980)
- Csupajóvár (1980)
- Petőfi (1981)
- Kiválasztottak (1981)
- A filozófus (1981)
- A világkagyló mítosza (1981)
- A névtelen vár (1981)
- Holtak hallgatása - Requiem egy hadseregért (1982)
- Özvegy és leánya 1-4. (1983)
- Buborékok (1983)
- A hattyú halála (1985)
- A vén bakancsos és fia, a huszár (1985)
- Egy lócsiszár virágvasárnapja (1985)
- Tizenötezer pengő jutalom (1985)
- Széchenyi napjai (1985)
- A falu jegyzője (1986)
- A nagymama (1986)
- A megoldás (1987)
- Bánk bán (1987)
- A pacsirta (1987)
- Az angol királynő (1988)
- Erdély aranykora (1989)
- Margarétás dal (1989)
- Fagylalt tölcsér nélkül (1989)
- Szindbád nyolcadik utazása (1989)
- Oktogon (1989)
- Hölgyek és urak (1991)
- Haláli történetek (1991)
- Szakíts helyettem (1991)
- A próbababák bálja (1991)
- Az ibolya (1993)
- Szent Gellért legendája (1994)
- Ábel az országban (1994)
- Egy tubarózsa (1994)
- Áldott állapot (1998)
- Ábel Amerikában (1998)
- Szabadságharc Szebenben (2007)

### Játékfilmek
- Másfél millió (1964)
- Emberrablás magyar módra (1972)
- Ártatlan gyilkosok (1973)
- Napraforgó (1974)
- A dunai hajós (1974)
- Jelbeszéd (1974)
- 141 perc a befejezetlen mondatból (1975)
- Fekete gyémántok (1976)
- A csillagszemű (1978)
- Az álommenedzser (1994)
- Ikonosztáz (2000)
- A ház emlékei (2002)
- Csendkút (2007)
- A Föld szeretője (2010)

## Díjai
- A veszprémi tv-találkozó különdíja (1985, 1989)
- 2014 – Márk Tivadar-emlékplakett